# Юрченко Денис Сергійович
Дени́с Сергі́йович Ю́рченко (27 січня, 1978, м. Донецьк) — український легкоатлет стрибун з жердиною. Майстер спорту міжнародного класу.

## Спортивні досягнення
Юрченко виступає за «Динамо» (Донецьк). Тренер, — Микола Козлов. На Олімпійських іграх 2004 року в Афінах Денис Юрченко був дев'ятим. На літніх Олімпійських іграх в Пекіні у 2008 р. він став третім з результатом 5,70 м, переваживши трьох суперників, які показали той же результат, тільки за додатковим показником — кількістю спроб. Чемпіоном став Стів Хукер з Австралії (5,96 — олімпійський рекорд), другим був спортсмен з Росії Євген Лук'яненко (5,85).
У серпні 2015 року розпочалися повторні аналізи на виявлення допінгу зі збережених зразків з Олімпійських ігор у Пекіні 2008 року та Лондоні 2012 року.
Перевірка зразків Дениса Юрченка з Пекіна 2008 року призвела до позитивного результату на заборонену речовину — дегідрохлорметилтестостерон (туринабол). Рішенням дисциплінарної комісії Міжнародного олімпійського комітету від 17 листопада 2016 року в числі інших 16 спортсменів він був дискваліфікований з Олімпійських ігор в Пекіні 2008 року і позбавлений бронзової олімпійської медалі.

## Державні нагороди
- Орден «За мужність» III ст. (4 вересня 2008) — за досягнення високих спортивних результатів на XXIX літніх Олімпійських іграх в Пекіні (Китайська Народна Республіка), виявлені мужність, самовідданість та волю до перемоги, піднесення міжнародного авторитету України[2]

## Особисте життя
Юрченко має вищу освіту, закінчив Донецький державний інститут здоров'я, фізичного виховання і спорту.